# Hieracium umbellatum
Espèce
Hieracium umbellatum, l'Épervière en ombelle, est une espèce de plante à fleurs de la famille des Astéracées.

## Description
C'est une plante herbacée.

## Taxinomie

### Liste des sous-espèces et variétés
Selon Catalogue of Life (25 avril 2015) :
- sous-espèce Hieracium umbellatum subsp. bichlorophyllum (Druce & Zahn) P.D.Sell & C.West
- sous-espèce Hieracium umbellatum subsp. brevifolioides
- sous-espèce Hieracium umbellatum subsp. elisabethae
- sous-espèce Hieracium umbellatum subsp. eurobalticum
- sous-espèce Hieracium umbellatum subsp. filifolium
- sous-espèce Hieracium umbellatum subsp. kluchoricum
- sous-espèce Hieracium umbellatum subsp. ogwenii
- sous-espèce Hieracium umbellatum subsp. sublaetevirens
- sous-espèce Hieracium umbellatum subsp. topaeanum
- sous-espèce Hieracium umbellatum subsp. turfosum
- sous-espèce Hieracium umbellatum subsp. umbellatum
- variété Hieracium umbellatum var. japonicum
- variété Hieracium umbellatum var. laceolatum
- variété Hieracium umbellatum var. umbellatum

Selon NCBI (25 avril 2015) :
- sous-espèce Hieracium umbellatum subsp. umbellatum

Selon The Plant List (25 avril 2015) :
- sous-espèce Hieracium umbellatum subsp. bichlorophyllum (Druce & Zahn) P.D.Sell & C.West
- sous-espèce Hieracium umbellatum subsp. brevifolioides Zahn
- sous-espèce Hieracium umbellatum subsp. elisabethae (Kem.-Nath.) Greuter
- sous-espèce Hieracium umbellatum subsp. filifolium (Üksip) Tzvelev
- sous-espèce Hieracium umbellatum subsp. kluchoricum (Kem.-Nath.) Greuter
- sous-espèce Hieracium umbellatum subsp. ogwenii (E.F.Linton) W.R.Linton
- sous-espèce Hieracium umbellatum subsp. sublaetevirens Zahn
- sous-espèce Hieracium umbellatum subsp. topaeanum (Prodan) Greuter
- sous-espèce Hieracium umbellatum subsp. turfosum (Kem.-Nath.) Greuter

Selon Tropicos (25 avril 2015) (Attention liste brute contenant possiblement des synonymes) :
- sous-espèce Hieracium umbellatum subsp. bichlorophyllum (Druce & Zahn) P.D. Sell & C. West
- sous-espèce Hieracium umbellatum subsp. brevifolioides Zahn
- sous-espèce Hieracium umbellatum subsp. canadense (Michx.) G.A. Guppy
- sous-espèce Hieracium umbellatum subsp. coronopifolium (Bernh. ex Hornem.) Fr.
- sous-espèce Hieracium umbellatum subsp. scabriusculum (Schwein.) Á. Löve & D. Löve
- sous-espèce Hieracium umbellatum subsp. umbellatum
- variété Hieracium umbellatum var. commune Fr.
- variété Hieracium umbellatum var. coronopifolium (Bernh. ex Hornem.) Froel.
- variété Hieracium umbellatum var. japonicum Hara
- variété Hieracium umbellatum var. linearifolium Wallr.
- variété Hieracium umbellatum var. mongolicum Fr.
- variété Hieracium umbellatum var. sarniense P.D. Sell
- variété Hieracium umbellatum var. scabriusculum (Schwein.) Farw.

## Répartition
Hémisphère Nord : Amérique du Nord, Asie, Europe.

## Écologie
C'est l'une des plantes hôtes de la larve d'Aulacidea hieracii, un insecte hyménoptère formant des galles. La chenille du papillon Diacrisia purpurata s'en nourrit.

## Utilisation
C'est l'une des espèces utilisées dans l'Horloge florale de Linné  (ouverture des fleurs à 7h, fermeture à 17h).